# Willem III van Chalon
Willem III van Chalon (1120-ca. 1190) was graaf in het oude graafschap Chalon. Hij was een telg uit het oudgrafelijke geslacht Chalon, uit het huis Thiers. Het graafschap Chalon was aan het huis Thiers gekomen door het huwelijk van zijn overovergrootvader met Adelheid van Chalon.

## Geschiedenis
Hij was een zoon van graaf Willem II van Chalon. Samen met zijn moeder ging hij in de abdij van Vézelay boete doen op vraag van koning Lodewijk VII van Frankrijk en verwierf Mont-Saint-Vincent terug, dat zijn vader had moeten afstaan als straf voor de plundering van de abdij van Cluny.
Op het einde van het leven van Lodewijk VII van Frankrijk sluit hij met Gerald I van Mâcon en Humbert IV van Beaujeu een verbond om opnieuw de kloosters te plunderen. De koning kon hen stoppen en Willem diende plechtig aan de abdij van Cluny te beloven af te zien van de heffing op varkens (porcellagiam), op voedingswaren (annonagium), op wagens (carredum), op de oogst van akkers (messionagium).
In 1189 trok hij met Lodewijk VIII van Frankrijk op kruistocht naar Jeruzalem.

## Huwelijk en nakomelingen
Willem huwde rond 1173 met Beatrix van Hohenstaufen (1156-1181), dochter van keizer Frederik Barbarossa. Hij was de vader van:
- Beatrix (1174-1227), zijn opvolgster